# Malmö stads spårvägar

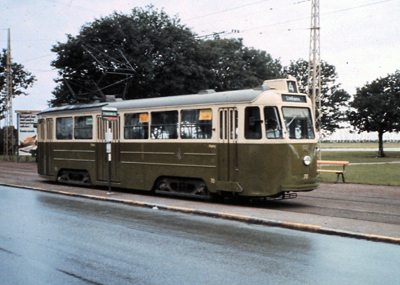
Linje 4, 1973

Malmö stads spårvägar (MSS) var ett kommunalt verk i Malmö som grundades 1905 och bedrev lokaltrafik med spårvagnar och bussar. Det namnändrades 1971 till Malmö Lokaltrafik (ML). Verksamheten hade sitt ursprung i det 1887 grundade Malmö Spårvägs AB.
I Malmö fanns hästspårväg från 1887 till 1907 och elektrisk spårväg från 1906 till Högertrafikomläggningen 1967, samt fram till 1973 på Limhamnslinjen.
Ett nytt spårvägsnät, med planerad trafikstart 2021, har diskuterats. För detta ämne, se nedan samt Malmös stadsbussar.

## Historik
| Hästspårvägen |                     |
| Period        | 1887-1907           |
| Spårvidd      | Normalspår, 1435 mm |
| Antal spår    | Enkelspår           |

| Elspårvägen |            |                     |
| Period      | Period     | 1906-1973           |
| Spårvidd    | Spårvidd   | Normalspår, 1435 mm |
| Antal spår  | Antal spår | Dubbelspår          |
| Fordonsfärg | Upptill    | Vit                 |
| Fordonsfärg | Nertill    | Grön                |

Spårvägstrafiken i Malmö, som ursprungligen bedrevs med hästspårvagnar, invigdes den 27 augusti 1887 och öppnades dagen därpå för allmänheten. Trafiken ombesörjdes av det privatägda Malmö Spårvägs AB, under ledning av major Carl Magnus Frick, och efterhand utbyggdes linjenätet flera gånger. Frick lyckades dock ej förverkliga planerna på spårvägstrafik västerut och år 1898 bildades därför Malmö Omnibus AB, vilket leddes av grosshandlaren Andreas Riis och bedrev hästomnibustrafik från Stortorget till Fridhem.
År 1901 invigdes emellertid Malmö stads elektricitetsverk, och omedelbart började Malmö stad under ledning av vice häradshövding Per Bendz att driva frågan om kommunalisering av spårvägstrafiken och införande av elektrisk drift. Förhandlingarna med spårvägsbolaget blev dock mycket segslitna eftersom man från bolagets sida inte var intresserade av att släppa ifrån sig den lönsamma trafiken. Detta ledde fram till att Malmö stad hotade med att starta ett eget linjenät med elektrisk drift på andra gator än de som trafikerades av hästspårvägen. Efter att ha ställts inför detta hot gav Frick upp och man enades om ett kommunalt övertagande den 1 januari 1905.
År 1904 bildades Malmö stads spårvägsstyrelse i syfte att planera övergången till kommunal drift. Den 1 januari 1905 bildades så Malmö stads spårvägar (MSS) och kort efter övertagandet beslutades om elektrifiering och utbyggnad, vilket verkställdes 1906-1907, och hästspårvagnarna ersattes därigenom av gröna motor- och släpvagnar. En ny vagnhall med tillhörande verkstad och kontorsbyggnad hade uppförts i kvarteret Spårvägen efter ritningar av stadsarkitekt Salomon Sörensen. Under perioden fram till år 1937 genomfördes en rad utbyggnader av spårvägsnätet, men 1929 började MSS att även bedriva trafik med bussar. I början skedde detta i stadens utkanter, där spårvägstrafik saknades, men redan 1936 ersattes en av spårvägslinjerna av busstrafik. Efter hand kom detta öde att drabba även de övriga spårvägslinjerna och i samband med högertrafikomläggningen år 1967 infördes ett helt nytt linjenät där all trafik, med undantag för linje 4 till Limhamn/Sibbarp, bedrevs med bussar. År 1973 nedlades även denna linje och därigenom upphörde Malmö att vara spårvägsstad. År 1971 hade också MSS ändrat namn till Malmö Lokaltrafik (ML). I samband med Malmö Lokaltrafiks 100-årsjubileum 1987 invigdes en museispårvägslinje vid Tekniska museet och Malmöhus slott, se vidare Museispårvägen, Malmö.
Nedan följer en detaljerad redogörelse för spårvägslinjenätets utveckling. Denna historik bygger på en genomgång av ett stort antal samtida källor och avviker därigenom på flera punkter ifrån den historik som finns i standardverket i ämnet, Börje Carléns Spårvägen i Malmö (1972, andra uppl. 1978). Beträffande gatunamnen används de som gällde vid aktuell tidpunkt, dock har i förekommande fall även nuvarande namn angetts.

### Röd linje
- 1905-01-01 Trafiken kommunaliserades och övertogs från Malmö Spårvägs AB.
- 1906-05-09 Trafiken vid Föreningsgatans utmynning i Södra Förstadsgatan inställd för nedläggning av växelspår med mera.
- 1906-05-13 Åter trafik i Södra Förstadsgatan förbi Föreningsgatan.
- 1906-05-21 Trafiken bruten vid Göran Olsgatan på grund av spårläggning i Bruksgatan. Trafiken på sträckan Östervärn – Östergatan kunde upprätthållas genom att spårläggningen i Föreningsgatan avslutats.
- 1906-06-02 Åter trafik förbi Göran Olsgatan.
- 1906-07-02 Trafiken över Davidshallsbron inställd på grund av ombyggnad.
- 1906-07-30 Åter trafik över Davidshallsbron.
- 1906-10-01 Linjen omlagd: ÖSTERVÄRN - som förut - Östergatan - Bruksgatan - Norra Vallgatan - Frans Suellsgatan - Stortorget (västra och södra sidan) - Södergatan - som förut - SÖDERVÄRN.
- 1906-11-01 Trafik på dubbelspår på hela sträckan ÖSTERVÄRN (Fredsgatan) - SÖDERVÄRN.
- 1907-02-02 De sista hästspårvagnarna togs ur trafik och ersattes av linje 1 (röd).

### Blå linje
- 1905-01-01 Trafiken kommunaliserades och övertogs från Malmö Spårvägs AB.
- 1905-02-01 Linjen förlängd i befintliga spår trafikerade av röd linje: HAMNEN - som förut - Stortorget - som förut - SÖDERVÄRN.
- 1906-07-10 Trafiken över Mälarbron inställd p.g.a. spårläggning i Norra Vallgatan.
- 1906-07-17 Åter trafik över Mälarbron.
- 1906-10-01 Linjen nedlagd p.g.a. ombyggnad av Mälarbron och ersattes sedermera av linje 2 (blå).

### Linje 1 (röd)
- 1907-02-03 Övergången till elektrisk drift fullföljdes: LUNDAVÄGEN (Fredsgatan) - Lundavägen - Värnhem- Östra Förstadsgatan - Östra Tullgatan - Drottningtorget - Östergatan - Bruksgatan - Norra Vallgatan - Frans Suellsgatan - Stortorget (längs västra och södra sidorna) - Södergatan - Gustaf Adolfs torg - Södra Tullgatan - Södra Förstadsgatan - Spårvägsgatan - SÖDERVÄRN (Södervärns järnvägsstation) och en enkelspårig slinga i Bangatan - Ahlmansgatan - Södervärnsgatan - Spårvägsgatan runt kvarteret Gabriel åter till Södervärn.
- 1907-09-17 Förlängning med dubbelspår: LUNDAVÄGEN (Norra Bulltoftavägen) - Lundavägen - som förut - SÖDERVÄRN.
- 1914-06-22 Avkortad p.g.a. byggandet av viadukten över Lundavägen: LUNDAVÄGEN (Fredsgatan) - Lundavägen - som förut - SÖDERVÄRN.
- 1914-10-26 Trafik återupptagen: LUNDAVÄGEN (Norra Bulltoftavägen) - Lundavägen - som förut - SÖDERVÄRN.
- 1915-08-28 Förlängning med enkelspår: LUNDAVÄGEN - som förut - Spårvägsgatan - Lönngatan - SOFIELUND (Lantmannagatan). Inkorporeringen av Västra Skrävlinge kommun med Sofielunds municipalsamhälle hade genomförts 1911-01-01. Slingan runt kvarteret Gabriel behölls men användes normalt ej.
- 1915-09-01 Den röda färgbeteckningen slopades.
- 1916-03-xx Ett mötesspår anordnades i Lönngatan.
- 1924-xx-xx Spåromläggning vid Värnhem i samband med Värnhemsplatsens (nuv. Värnhemstorget) tillkomst.
- 1924-02-01 Linjeändring: LUNDAVÄGEN - som förut - Vänersbron (nuv. Petribron) - Centralplan - Mälarbron - som förut - SÖDERVÄRN.
- 1928-xx-xx Dubbelspår anlades i Spårvägsgatan och Lönngatan från Södervärn fram till Rolfsgatan.
- 1928-12-01 Linjen ändrad: LUNDAVÄGEN - som förut - Södergatan - Stora Nygatan - Studentgatan - Amiralsgatan - Bergsgatan - Södra Förstadsgatan - som förut - SOFIELUND. Större delen av den nya sträckan övertogs från den samtidigt nedlagda linje 5. Nytt dubbelspår hade anlagts i Bergsgatan på sträckan Möllevångsgatan – Södervärnstorget (nuv. Södra Fisktorget).
- 1929-06-01 Förlängning med enkelspår till Rosengårdsstaden: LUNDAVÄGEN - som förut - Lönngatan - SOFIELUND (Lantmannagatan) - Lönngatan - ROSENGÅRDSSTADEN (Botildenborgsvägen). Varannan tur vände vid SOFIELUND.
- 1930-09-15 Förlängning med enkelspår: LUNDAVÄGEN (Dalhemsgatan) - Lundavägen - som förut - SOFIELUND/ROSENGÅRDSSTADEN.
- 1935-xx-xx Dubbelspår anlades i Lönngatan fram till Lantmannagatan.
- 1936-xx-xx Dubbelspår anlades i Lönngatan fram till viadukten vid Malmö-Kontinentens järnväg (MKontJ).
- 1937-09-08 Förlängning med enkelspår: LUNDAVÄGEN - som förut - SOFIELUND - som förut - Jägersrovägen - ROSENGÅRDSSTADEN (Kastanjeplatsen). Varannan tur vände fortfarande vid SOFIELUND.
- 1940 (omkr.) Destinationsskylten SOFIELUND ändrad till LANTMANNAGATAN.
- 1946-10-01 Linjen ändrad: LUNDAVÄGEN - som förut - ROSENGÅRDSSTADEN (samtliga ordinarie turer kördes till Kastanjeplatsen). I samband med tävlingar på Jägersro travbana insattes extratrafik med buss dit från Kastanjeplatsen.
- 1950-07-04 Trafik öppnad på dubbelspår ut till Kastanjeplatsen där även en vändslinga utlagts.
- 1957-xx-xx Ett uppställningsspår för släpvagnar anordnades vid Kastanjeplatsen.
- 1957-05-02 Linjen avkortad och ändrad: GUSTAV ADOLFS TORG - Stora Nygatan - som förut - ROSENGÅRDSSTADEN. Vid infart till Gustav Adolfs torg körde vagnarna motsols i slinga fram till hållplatsen vid torgets östsida. Samtidigt ersattes de äldre vagnarna med typ H. Nattrafiken med spårvagn indrogs och ersattes med busslinje N1.
- 1959-xx-xx I samband med breddning av Lönngatan öster om Lantmannagatan utflyttades spåren från egen banvall till gatans mitt. Ytterligare ett uppställningsspår anordnades vid Kastanjeplatsen.
- 1961 (omkr.) Spårslingan runt kvarteret Gabriel slopades.
- 1962-xx-xx Efter Wessels utflyttning från Södergatan till Jägersro bedrevs extratrafik med buss från Kastanjeplatsen till varuhuset (ej i spårvägens regi).
- 1967-09-03 Nedlagd och helt ersatt med busslinje 30.

### Linje 2 (blå)
- 1907-04-25 Trafik med elektrisk drift öppnades: HAMNEN (Varmbadhuset, enkelspårig slinga i Östra Kajgatan - Kristianiagatan - Ångfärjestationen - Hans Michelsensgatan) - Östra Kajgatan (nuv. Skeppsbron) - Norra Vallgatan - Frans Suellsgatan - Stortorget (västra och södra sidorna) - Södergatan - Gustaf Adolfs torg  - Södra Tullgatan - Södra Förstadsgatan - Spårvägsgatan - SÖDERVÄRN (Södervärns järnvägsstation) och en enkelspårig slinga).i Bangatan - Ahlmansgatan - Södervärnsgatan - Spårvägsgatan runt kvarteret Gabriel åter till Södervärn (i övrigt var linjen dubbelspårig).
- 1907-09-17 Ändring och förlängning med dubbelspår: HAMNEN - som förut - Södra Förstadsgatan - Hindbyvägen (nuv. Ystadvägen[a]) - YSTADSVÄGEN (korsningen med Malmö-Trelleborgs järnväg (MTJ). Vid YSTADSVÄGEN anordnades ett triangelspår.
- 1915-09-01 Den blå färgbeteckningen slopades.
- 1936-05-28 Nedlagd och ersatt med busslinjerna 15 och 19 vilka förlängdes (spåren i Södra Förstadsgatan norr om Södervärnstorget och i Skeppsbron blev snabbt upprivna, medan spåren söder om Spårvägsgatan behölls).
- 1939-09-07 Trafik återupptagen p.g.a. drivmedelsbrist (nu även nattrafik): CENTRALSTATIONEN (Centralplan) - Norra Vallgatan - som förut - Södergatan - Stora Nygatan - Studentgatan - Amiralsgatan - Bergsgatan - Södra Förstadsgatan - Dalaplan - Ystadvägen - YSTADSVÄGEN (korsningen med Trelleborgsbanan).
- 1939-11-28 Nedlagd med undantag för nattrafiken samt under julhelgen. I övrigt busstrafik på linjerna 15 och 19.
- 1940-06-27 Trafik återupptagen i full utsträckning.
- 1940-10-26 Slutgiltigt nedlagd och ersatt med busstrafik på linjerna 15 och 19 (under beredskapsåren med gengasdrift).

#### Anmärkning
1. ↑  Gatunamnet Hindbyvägen infördes 1906 för att särskilja från den 1904 namngivna Ystadsgatan. Trots detta skyltades vagnarna från 1907 YSTADSVÄGEN (med -s-), eftersom detta var det i folkmun vanligaste namnet. Denna skyltning synes ha behållits för linje 2 ända till 1940, trots att namnet Ystadvägen (utan -s-) officiellt fastställdes 1928.

### Linje 3 (Ringlinjen, vit)

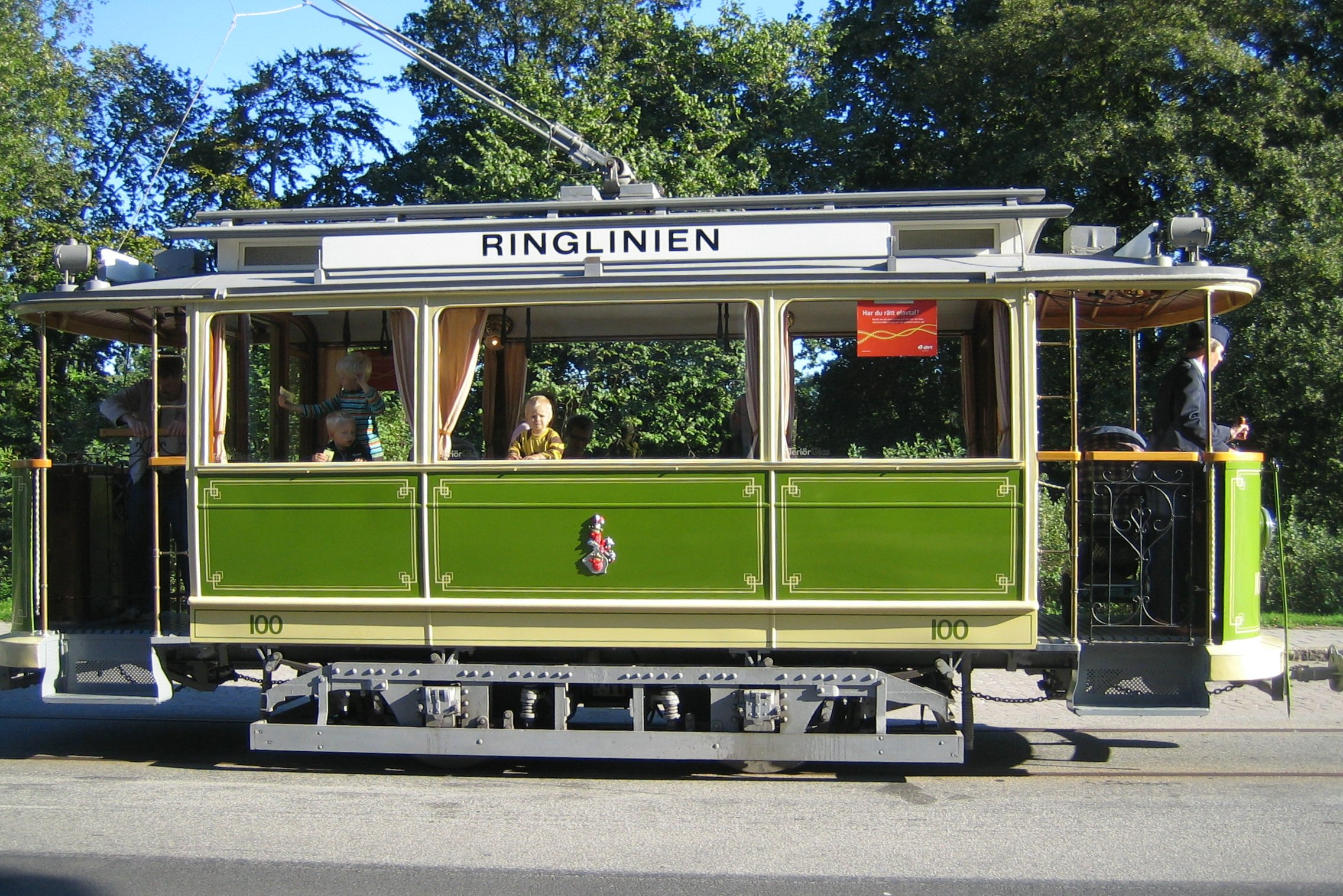
Ringlinien (museivarianten). Vagn 100 byggdes 1906 av Kockums och tjänade bl.a. som redskapsvagn fram till april 1973.

- 1906-12-20 Öppnad som första linje med elektrisk drift med trafik i båda riktningarna på dubbelspår: Värnhem - Föreningsgatan - Södra Förstadsgatan - Södra Tullgatan - Gustaf Adolfs torg (östra sidan) - Södergatan - Stortorget (södra och västra sidorna) - Frans Suellsgatan - Norra Vallgatan - Bruksgatan - Östergatan -Östra Tullgatan - Östra Förstadsgatan - Värnhem. Stickspår i Industrigatan (f.d. Grafgatan, Industrivägen) och Celsiusgatan (f.d. Hartzgatan) ledde fram till vagnhallen i kvarteret Spårvägen.
- 1907-07-21 Utvidgad med dubbelspår: Värnhem - som förut - Gustaf Adolfs torg (östra och norra sidan) - Stora Nygatan - Slottsgatan - Norra Vallgatan - som förut - Värnhem.
- 1914-04-15 Utvidgad med dubbelspår: Värnhem - som förut - Triangeln - Rönneholmsvägen (nuv. Östra Rönneholmsvägen) - Fersens väg - Slottsgatan - som förut - Värnhem. Samtidigt förlängdes även Slottsgatan över Gamla Begravningsplatsen och anslöt genom den nybyggda Slottsbron (nuv. Fersens bro) till Fersens vägs förlängning norr om Regementsgatan. Vid Triangeln tillkom även ett förbindelsespår från Rönneholmsvägen norrut i Södra Förstadsgatan och där en triangulär refug vilken har ansetts ha givit upphov till namnet Triangeln.
- 1914-05-11 Utvidgad med dubbelspår: Värnhem - som förut - Norra Vallgatan - Östra Jernvägsgatan (nuv. Centralplan) - Bruksgatan - som förut - Värnhem.
- 1915-09-01 Den vita färgbeteckningen slopades.
- 1924-xx-xx Spåromläggning vid Värnhem i samband med Värnhemsplatsens (nuv. Värnhemstorget) tillkomst.
- 1932-xx-xx En enkelspårig uppställningsslinga tillkom i Rönngatan och Holmgatan runt kvarteret Zebran vilken användes i samband med större evenemang på Malmö IP (idrottsplats).
- 1945-xx-xx Motorvagnar typ F2 insattes på linjen
- 1950--1952 Motorvagnar typ F2 ersattes successivt av typ H.
- 1957-08-08 Spåromläggning vid Triangeln varvid spåren flyttades ut från Södra Förstadsgatan till platsbildningen framför Skånska bankens kontor där.
- 1960-xx-xx Spårslingan runt kvarteret Zebran slopades.
- 1964-11-15 Spårvägstrafiken nedlagd och ersatt med busslinje 3 med oförändrad sträckning.
- 1967-09-03 Linjen helt nedlagd och ersatt med busslinjerna 30, 31, 33 och 36.

### Linje 4 (gul)
- 1907-08-04 Provisorisk trafik öppnad på dubbelspår: Davidshallsbron - Regementsgatan - Fridhem, samtidigt som Malmö Omnibus AB:s trafik nedlades. Vid Fridhem hade en vändslinga anordnats.
- 1907-09-17 Hela linjen öppnad med dubbelspår: MÖLLEVÅNGEN (Parkgatan, nuv. Södra Parkgatan) - Möllevångsgatan - Bergsgatan - Amiralsgatan - Studentgatan - Stora Nygatan - Gustaf Adolfs torg  - Södra Tullgatan - Regementsgatan - FRIDHEM med vändslinga vid FRIDHEM.
- 1912-xx-xx Ett enkelspår med mötesväxlar öppnades: Fridhem - Ribersborgsvägen - RIBERSBORG (Malmö-Limhamns järnväg, MLJ). Härigenom upprättades reguljär trafik till Ribersborg. Detta spår avkortades vid okänd tidpunkt till Limhamnsvägen, dock senast år 1930.
- 1914-06-22 Trafik öppnad på dubbelspår: FRIDHEM - Erikslustvägen - LIMHAMN (stadsgränsen). Sträckan kördes med särskild vagn i pendeltrafik.
- 1914-10-01 Linjen ändrad: MÖLLEVÅNGEN - som förut - Fridhem - Erikslustvägen - LIMHAMN (stadsgränsen). Särskild vagn i pendeltrafik FRIDHEM-RIBERSBORG
- 1915-07-18 Sedan Limhamns köping inkorporerats av Malmö stad 1915-01-01 fullföljdes utbyggnaden: MÖLLEVÅNGEN - som förut - Linnégatan - STJÄRNPLAN - Linnégatan - Strandgatan - LIMHAMN (Notariegatan). Dubbelspår fanns fram till Stranden och därifrån till Notariegatan enkelspår. I Strandgatan ersatte linjen den säsongstrafik som tidigare bedrivits av AB Stranden. Vissa kvällsturer vände vid STJÄRNPLAN. Vidare upphörde den reguljära trafiken till RIBERSBORG, men under sommarmånaderna upprätthölls trafiken med särskild vagn i pendeltrafik (jfr dock linjerna 5 och 6).
- 1915-09-01 Linjen ändrad: CENTRALSTATIONEN (Centralplan) - Norra Vallgatan - Frans Suellsgatan - Stortorget (västra och södra sidorna) - Södergatan - Gustaf Adolfs torg - som förut - STJÄRNPLAN - som förut - LIMHAMN. Vid CENTRALSTATIONEN utnyttjades det uppställningsspår mellan Lokalstationen och kanalen som tillkommit 1914 för linje X1. Sträckan MÖLLEVÅNGEN - Gustaf Adolfs torg utbröts och blev linje 5 (se denna). Den minskade turtätheten kompenserades med förstärkningstrafik på sträckan GUSTAF ADOLFS TORG - FRIDHEM (se vidare linje 6). Den gula färgbeteckningen på linje 4 slopades.
- 1916-08-15 Paketgodstrafik öppnades på sträckan Centralstationen - Gustaf Adolfs torg - Fridhem - Stjärnplan - Limhamn (Järnvägsgatan) med expeditioner på nämnda platser.
- 1918-xx-xx Ett uppställningsspår anordnades söderut i Järnvägsgatan för godsvagnarna. Vändslingan vid Fridhem slopades.
- 1920-01-01 Avkortning: GUSTAF ADOLFS TORG - som förut - STJÄRNPLAN - som förut - LIMHAMN. Motorvagnar typ C i ordinarie trafik på linjen.
- 1921-12-xx Trafiken Stranden - Notariegatan inställd eftersom en översvämning från Öresund ramponerat spåranläggningen där.
- 1922-03-25 Trafiken återupptagen i full utsträckning.
- 1930-xx-xx Paketgodstrafiken med spårvagn upphörde och ersattes med lastbilstrafik.
- 1939-09-07 P.g.a. drivmedelsbrist återupptogs paketgodstrafiken med spårvagn.
- 1945-xx-xx Under året anordnades vändslingor vid Bellevue, Stranden och Sibbarp som förberedelse för trafik med enriktningsvagnar.
- 1946-xx-xx En vändslinga anordnades vid Erikslust.
- 1946-10-01 Linjen ändrad: GUSTAV ADOLFS TORG - som förut - LIMHAMN (Stranden) - som förut - SIBBARP (Notariegatan). STJÄRNPLAN upphörde därigenom som ändhållplats.
- 1946-12-14 Enriktningsmotorvagnar typ G (mustanger) insattes som förstärkning på sträckan GUSTAV ADOLFS TORG - ERIKSLUST (linje 4E).
- 1947-02-xx Enriktningsmotorvagnar typ G (mustanger) ersatte de äldre vagnarna i ordinarie trafik: GUSTAV ADOLFS TORG - som förut - LIMHAMN (linje 4) - som förut - SIBBARP (linje 4S).
- 1950-11-01 Varannan kvällstur vände vid BELLEVUE (linje 4B).
- 1951-05-03 Samtliga kvällsturer framfördes till LIMHAMN/SIBBARP.
- 1953-xx-xx Trafiken nedlades efter badsäsongens slut definitivt på sträckan FRIDHEM - RIBERSBORG. De följande somrarna ersattes trafiken med bussar på linje 4R (GUSTAV ADOLFS TORG - RIBERSBORG).
- 1953-10-15 Paketgodstrafiken nedlagd.
- 1957-05-02 Nattrafiken (med undantag för natt efter lördag) nedlades och ersattes med busslinje 4.
- 1959-05-15 Södra Tullgatan enkelriktades söderut för all trafik varför infarten till Gustav Adolfs torg ändrades enligt följande: … Regementsgatan - Fersens väg - Slottsgatan - Stora Nygatan - GUSTAV ADOLFS TORG.
- 1960-04-29 Varannan vagn vände under lågtrafik vid BELLEVUE (linje 4B).
- 1964-11-15 Efter att spårvägstrafiken på linje 3 nedlagts började man ta in mustangerna på spårvägens verkstad för ombyggnad till högertrafikutförande. De ersattes därför av de enriktningsmotorvagnar typ H som friställts vid nedläggningen av spårvagnstrafiken på linje 3.
- 1965-11-01 BELLEVUE upphörde som ordinarie ändhållplats.
- 1967-03-11 Även utfarten från Gustav Adolfs torg ändrad: GUSTAV ADOLFS TORG - Stora Nygatan - Slottsgatan - Fersens väg - som förut - LIMHAMN (linje 4) - som förut - SIBBARP (linje 4S).
- 1967-09-03 Linjen omlagd till högertrafik och mustangerna sattes åter i trafik. Härigenom avslutades även de omfattande spårarbeten som genomförts vid Gustav Adolfs torg inför högertrafikomläggningen.
- 1970-05-01 Trafiken med spårvagnar indrogs kvällar efter kl. 19 och helt lör-, sön- och helgdagar och ersattes med busslinje 4.
- 1971-02-01 Malmö stads spårvägar (MSS) ändrade namn till Malmö Lokaltrafik (ML).
- 1973-04-28 Spårvagnstrafiken nedlades och ersattes med busslinje 4.
- 1973-10-20 Linjen upphörde helt och ersattes av busslinje 41.

### Linje 5 (1915-28)
- 1915-09-01 Trafik öppnad (tidigare del av linje 4, gul): GUSTAF ADOLFS TORG (Södergatan) - Stora Nygatan - Studentgatan - Amiralsgatan - Bergsgatan - Möllevångsgatan - MÖLLEVÅNGEN (Parkgatan, nuv. Södra Parkgatan).
- 1921-10-20 På försök insattes en motorvagn typ D för enmansbetjänad trafik, vilket ansågs vara lyckat på denna linje.
- 1924-02-09 Linjen blev helt enmansbetjänad med motorvagnar typ D.
- 1928-12-01 Nedlagd och till största delen ersatt av linje 1 som samtidigt erhöll ny sträckning (se denna). Spåren i Möllevångsgatan miste dock ordinarie trafik men låg länge kvar och användes in på 1950-talet för extratrafik (utan linjenummer) från VÄRNHEM till MÖLLEVÅNGEN (c:a 1940 ändrat till FOLKETS PARK) i samband publikdragande evenemang i Folkets park.

### Linje 5 (1942)
- 1942-xx-xx Ny linje: GUSTAV ADOLFS TORG - Södra Tullgatan - Regementsgatan - Ribersborgsvägen - RIBERSBORG. Pendeltrafiken FRIDHEM - RIBERSBORG ersattes detta år av direkt från Gustav Adolfs torg och nedlades efter badsäsongens slut (jfr linjerna 4 och 6).

### Linje 6 (1916-19)
- 1916-03-10 Den förstärkningstrafik som sedan september 1915 bedrivits på sträckan GUSTAF ADOLFS TORG - FRIDHEM utökades och erhöll linjenumret 6: GUSTAF ADOLFS TORG - Södra Tullgatan - Regementsgatan - Fridhem - Erikslustvägen - Linnégatan - STJÄRNPLAN.
- 1917-10-08 Linjen förlängd och ändrad: GUSTAF ADOLFS TORG - som förut - [FRIDHEM - Ribersborgsvägen - RIBERSBORG] - Erikslustvägen - Linnégatan – STJÄRNPLAN – Linnégatan - LIMHAMN (Stranden). Troligen endast badtrafik sommaren 1919 på sträckan FRIDHEM - RIBERSBORG (jfr linjerna 4 och 5). Trafiken till LIMHAMN upprätthölls endast sommarsöndagar med badväder.
- 1918-xx-xx Badtrafiken på sträckan FRIDHEM – RIBERSBORG inställd p.g.a. vagnbrist.
- 1920-01-01 Linjen nedlagd och ersatt med utökad trafik på linje 4.

### Linje 6 (1924-49)
- 1924-11-01 Trafik öppnad på enkelspår med mötesspår vid viadukten under Malmö-Kontinentens järnväg (MKontJ): VÄRNHEM - Sallerupsvägen - HOHÖG (Håkanstorpsvägen).
- 1925-xx-xx Dubbelspår anlades mellan Värnhem och Nobelvägen.
- 1926-xx-xx Beslut togs om att anordna begravningståg till Östra kyrkogården med särskild vagn i samband med begravningar där. Det är dock okänt i vilken utsträckning denna möjlighet utnyttjades.
- 1937-12-04 Linjen förlängd: VÄRNHEM - som förut - Sallerupsvägen – HOHÖG (Östra kyrkogårdens ingång). Vid den nya ändhållplatsen anordnades även ett uppställningsspår.
- 1939-09-07 Natt före och efter sön- och helgdag utgick turer från GUSTAV ADOLFS TORG - Stora Nygatan - Studentgatan - Amiralsgatan - Föreningsgatan - Värnhem - Sallerupsvägen – HOHÖG.
- 1946-10-01 Nattrafiken på linje 6 indragen.
- 1947-12-01 Destinationen HOHÖG ändrades till ÖSTRA KYRKOGÅRDEN.
- 1949-05-18 Nedlagd och ersatt av busslinje 11.

### Linje 7
- 1918-07-08 Trafik öppnad: ÖSTRA INFARTSBRON (Slussplan) - Exercisgatan - Frihamnsviadukten ("Kreuger & Tollbron") - Carlsgatan – Rehngatan (numera försvunnen) - Jörgen Kocksgatan - FRIHAMNEN. Linjen var dubbelspårig fram till Gödningsfabriken. Linjens syfte var att transportera arbetare till Frihamnen och trafik upprätthölls endast två timmar morgon middag och kväll.
- 1919-09-04 Transporter av stenkol från Nyhamnen till Malmö stads gasverk startades. Ett stickspår i Grimsbygatan (från Lovartsgatan, numera försvunnen) och Lägatan (numera försvunnen) anslöts till befintlig spåranläggning i Jörgen Kocksgatan. Från Exercisgatan fortsatte koltåget: … - Östra Förstadsgatan - Värnhem - Föreningsgatan - Industrigatan och förbi spårvägens vagnhall till gasverket.
- 1921-05-xx P.g.a. ombyggnadsarbeten på Frihamnsviadukten inställdes trafiken på linje 7.
- 1921-07-xx Även koltransporterna inställda.
- 1921-09-xx Koltransporterna återupptogs.
- 1922-05-12 Trafiken på linje 7 återupptagen.
- 1938-xx-xx Destinationsskylten ÖSTRA INFARTSBRON ändrades till SCHOUGENS BRO eftersom detta namn blivit officiellt fastställt.
- 1949-02-20 Linje 7 nedlagd och ersatt av busslinje 22.
- 1963-10-01 Även koltransporterna nedlagda.

### Linje 8
- 1928-12-01 Trafik öppnad (förstärkningslinje): CENTRALSTATIONEN (Centralplan) - Norra Vallgatan - Frans Suellsgatan - Stortorget (västra och södra sidorna) - Södergatan - Gustaf Adolfs torg - Södra Tullgatan - Södra Förstadsgatan - Spårvägsgatan - SÖDERVÄRN (Södervärns järnvägsstation) och en enkelspårig slinga i Bangatan - Ahlmansgatan - Södervärnsgatan - Spårvägsgatan åter till Södervärn.
- 1930-07-11 Nedlagd då linje 2 visat sig täcka trafikbehovet på sträckan.

### Linje X1
- 1914-05-15 Trafik öppnad till Baltiska utställningen: CENTRALSTATIONEN - Östra Jernvägsgatan (nuv. Centralplan) - Norra Vallgatan - Slottsgatan - Fersens väg (inkl. numera försvunnen del söder om Rönneholmsvägen) - viadukten över Malmö-Ystads järnväg (MYJ) - BALTISKA UTSTÄLLNINGEN. Vid utställningens entré hade en vändslinga med uppställningsspår anordnats.
- 1914-10-05 Linjen nedlagd.

### Linje X2
1914-05-15 Trafik öppnad till Baltiska utställningen: ÖSTERVÄRN (Fredsgatan) - Lundavägen - Värnhem - Föreningsgatan - Triangeln - Rönneholmsvägen (nuv. Östra Rönneholmsvägen) - Fersens väg (numera försvunnen del söder om Rönneholmsvägen) - viadukten över Malmö-Ystads järnväg (MYJ) - BALTISKA UTSTÄLLNINGEN.
- 1914-10-05 Linjen nedlagd.

### Hjälplinjen
- 1914-05-11 Trafik öppnad till Baltiska utställningen: TRIANGELN - Rönneholmsvägen (nuv. Östra Rönneholmsvägen) - Fersens väg (numera försvunnen del söder om Rönneholmsvägen) - viadukten över Malmö-Ystads järnväg (MYJ) - BALTISKA UTSTÄLLNINGEN.
- 1914-10-25 Linjen nedlagd. Spåren i Fersens väg behölls fram till 1918 medan viadukten med tillhörande spår och spårslinga revs efter utställningens avslutande. Dessa spår begagnades till utbyggnaden av linje 1 året därpå.

### Direktörer
- 1905–1906 Bror Cederström
- 1907–1917 Eric Lagergren
- 1917–1945 Einar Hultman
- 1946–1964 Anders Bergman
- 1964–1983 Yngve Pihl

## Diskussioner om återupptagande av spårvägstrafik
Under början av 2010-talet utreddes möjligheten att återinföra spårväg i Malmö.
I en förstudie från 2013 föreslogs spårväg till Lindängen, Stenkällan och Västra Hamnen.
I förslag till trafikförsörjningsprogram för Skåne 2015 föreslogs att spårväg till Stenkällan skulle byggas ut till 2022 och ersätta nuvarande busslinje 5, och till Lindängen till 2025, som ersättning för busslinje 8. Planerna skrinlades dock 2017, efter politisk oenighet inom Region Skåne.